# 荣成站
荣成站，位于山东省荣成市城西街道区域内，是青荣城际铁路的始发站，与客运物流中心相距2.5公里，站房建筑面积近1万m²。荣成站的设立，结束了荣成市没有铁路的历史，为市民的出行提供了便利，从根本上解决了市民出行难的问题。

## 车站结构
车站设3站台5线，包括1个基本站台和2个中间站台，并预留有向石岛方向延伸的条件。站房建筑面积近1万平方米。

## 車站周邊
- 荣成市戏童幼儿园
- 荣成市卫生学校
- 荣成农村商业银行崖头南耩分理处
- 中国工商银行荣成城南支行
- 荣成市人民医院
- 荣成市第二实验小学
- 荣成市第二实验中学
- 小城故事量贩式KTV

## 歷史
- 2014年12月28日，随着青荣城际铁路通车启用。